# Бензатин феноксиметилпеніцилін
Бензатин феноксиметилпеніцилін — антибіотик з групи пеніцилінів для перорального застосування широкого спектра дії.

## Фармакологічні властивості
Бензатин феноксиметилпеніцилін — антибіотик з групи пеніцилінів, що діє бактерицидно, порушуючи синтез клітинної стінки бактерій. Препарат має широкий спектр антимікробної дії. Проявляє високу активність до таких збудників: грампозитивні аероби — стафілококи (крім метицилінонечутливих), стрептококи, Corynebacterium diphtheriae, лістерії; грампозивні анаероби — Actinomyces spp., клостридії, фузобактерії, пептококи, пептострептококи; грамнегатині бактерії — нейсерії, а також бліда спірохета, лептоспіри, Borrelia burgdorferi, Erysipelotrix insidiosa. До препарату стійкі віруси, грибки, мікобактерії, мікоплазми, рикетсії, найпростіші, а також більшість грамнегативних бактерій.

### Фармакокінетика
Бензатин феноксиметилпеніцилін не руйнується в кислому середовищі шлунку, всмоктується в тонкому кишечник. Біодоступність антибіотику становить більше 60%. Максимальна концентрація в крові досягається через 30—60 хвилин після прийому препарату. Препарат добре проникає в більшість тканин та рідин організму, найвищі концентрації створюються в нирках, легенях, печінці, шкірі. Препарат проходить через плацентарний бар'єр і виділяється в грудне молоко. Бензатин феноксиметилпеніцилін не метаболізується в організмі. Виводиться препарат з організму нирками, частково — з жовчю. Період напіввиведення препарату становить 30-45 хвилин, при нирковій недостатності цей час може незначно подовжуватися.

## Показання до застосування
Бензатин феноксиметилпеніцилін показаний при інфекціях легкого та середнього ступеня важкості, що викликані чутливими до препарату збудниками: ангіна, отит, гострі синусити, бронхіти, бронхопневмонії, скарлатина, бешиха, фурункульз, абсцеси, з профілактичною метою — після екстракції зуба або після тонзилектомії.

## Побічна дія
При застосуванні бензатин феноксиметилпеніциліну рідко спостерігаються наступні побічні ефекти: висипання на шкірі, свербіж шкіри, кропив'янка, гарячка, анафілактичний шок, набряк Квінке, діарея, нудота, блювання, стоматит, ґлосит, псевдомембранозний коліт; у лабораторних аналізах дуже рідко можуть спостерігатися еозинофілія, лейкопенія, нейтропенія, агранулоцитоз, гемолітична анемія, тромбоцитопенія.

## Протипокази
Бензатин феноксиметилпеніцилін протипоказаний при підвищеній чутливості до β-лактамних антибіотиків, при важких алергічних захворюваннях та бронхіальній астмі, захворюваннях, що супроводжуються постійною нудотою та блюванням. З обережністю препарат застосовують під час вагітності. Під час лікування бензатин бензилпеніциліном рекомендовано припинити годування грудьми.

## Форми випуску
Бензатин феноксиметилпеніцилін випускається у вигляді гранул по 30 г для приготування суспензії для перорального застосування та таблеток по 0,25 г.